# Lignano Sabbiadoro
Lignano Sabbiadoro es una localidad y comune italiana de la provincia de Údine, región de Friul-Venecia Julia, con 6.740 habitantes.

## Evolución demográfica
| Gráfica de evolución demográfica de Lignano Sabbiadoro entre 1861 y 2001 |
|                                                                          |
| Fuente ISTAT - elaboración gráfica de Wikipedia                          |